# Huid (kort verhaal)
Huid (oorspronkelijke titel: Skin) is een kort verhaal van Roald Dahl. Het verscheen voor het eerst op 17 mei 1952 in The New Yorker. Het is daarna meerdere malen heruitgegeven als onderdeel van een verhalenbundel. 

## Inhoud
Drioli is een voormalige tatoeëerder uit Rusland. Hij is tijdens de Tweede Wereldoorlog zijn tatoeagebedrijf kwijtgeraakt en moet nu bedelen om in leven te blijven. In de winter van 1946 loopt hij in Parijs uitgehongerd door de Rue de Rivoli, als hij ineens voor een fotogalerij staat. Hier herkent hij een schilderij dat is gemaakt door zijn oude jeugdvriend, de nadien beroemd geworden schilder Chaïm Soutine, die meer dan dertig jaar geleden een oogje had op Drioli's vrouw Josie. Op een avond in 1913 waren ze met zijn drieeën bij elkaar. Drioli had net negen klanten gehad en van het verdiende geld een paar goede flessen wijn gekocht. Eenmaal flink aangeschoten besloten ze dat Soutine ook een schilderij van Josie's gezicht op Drioli's rug moest maken en vervolgens tatoeëren. Sindsdien heeft Drioli de tatoeage altijd op zijn rug gehad, al denkt hij er zelf nooit meer aan.
Na de Eerste Wereldoorlog zijn de vrienden elkaar uit het oog verloren. Soutine is, nadat hij carrière maakte, in Céret beland. Drioli en zijn vrouw zijn met hun bedrijf verhuisd naar Le Havre. Josie is net als Soutine tijdens de Tweede Wereldoorlog overleden.
Nu Drioli zich dit alles weer herinnert, krijgt hij een ingeving: hij loopt het Parijse café binnen en verklaart dat hijzelf een nog onbekend schilderij van Soutine in zijn bezit heeft. Niemand gelooft hem, totdat hij zijn hemd uittrekt en zijn rug laat zien. Daarop wil iedereen het waardevolle schilderij heel graag hebben. Het probleem is echter hoe Drioli het schilderij moet verkopen, aangezien het een deel van zijn lichaam is. Iemand biedt hem een zware operatie aan, maar er wordt gedacht dat hij dit niet zal overleven. Dan zegt een man met een wat merkwaardig voorkomen tegen Drioli dat hij de eigenaar is van het luxe hotel Bristol in Cannes. Deze man doet Drioli een aanbod: Drioli mag de rest van zijn leven in het hotel doorbrengen en zal volledig worden verzorgd, op voorwaarde dat hij overdag met zijn blote rug tussen de gasten loopt, als een soort levende attractie. Om te beginnen zal hij de uitgehongerde Drioli een goede lunch aanbieden. Het idee spreekt Drioli aan en hij gaat met de man mee. Het hotel in Cannes bestaat echter helemaal niet en van Drioli ontbreekt sinds die middag ieder spoor. Enkele weken later wordt er op een veiling in Buenos Aires een zwaar gevernist schilderij van Soutine aangeboden, dat exact overeenkomt met Drioli's tatoeage. 
Hier stopt het verhaal; de verteller uit tot slot zijn zorgen over Drioli's gezondheid en spoort de lezer aan om "voor de oude man te bidden, en te hopen dat waar hij ook is, een aantrekkelijke dame zijn nagels verzorgt en een kamermeisje hem ontbijt op bed brengt" (vermoedelijk een toespeling op een verondersteld hiernamaals, aangezien Drioli vanwege het schilderij op zijn lichaam vermoord moet zijn).

## Achtergronden
- Het is een van Dahls verhalen over schilderen. Daarnaast gaat het over hebzucht, en beschrijft hoe het menselijk lichaam hierdoor voor sommigen tot een waardeloos object kan worden.
- Terwijl de personages in Dahls verhalen over het algemeen fictief zijn, heeft de in dit verhaal (in een flashback) voorkomende Franse schilder Soutine echt bestaan.

## Bundels
- Someone Like You (1953)
- Tales of the Unexpected (1979)
- A Roald Dahl Selection (1980)
- Skin and Other Stories (2000)